# 昨日への手紙
「昨日への手紙」（きのうへのてがみ）は、鈴木康博作詞・作曲によるオフ・コースの曲。1975年12月20日発売のシングル『眠れぬ夜』のカップリング曲。

## 解説
「昨日への手紙」は、1975年12月20日に同時発売のアルバム『ワインの匂い』からのシングルカットで、アルバム収録のものと同内容。
後に、鈴木が『BeSide』でセルフカバーした。解説で鈴木は「だいたいメロディーが出来上がるまでに一日以上はかかるのだが、この曲は一時間あまりで出来た」と書いている。また、歌詞は鈴木が当初、なかなか書けなかったため、デビュー曲「群衆の中で」を手掛けた山上路夫に依頼したが、出来上がった詞があまりにも“みじめ”な内容だったので、鈴木が自ら歌詞を書き上げたという。